# Jan Narveson
Jan Narveson, född 1936, är en kanadensisk filosof. Han är anarkokapitalist och influerad av Robert Nozick och David Gauthier.
Narveson föddes i Erskine, Minnesota. Han studerade bland annat i Chicago och doktorerade vid Harvard 1961. Narveson är professor emeritus vid University of Waterloo i Waterloo, Ontario och har sedan länge varit medlem i Ontarios libertarianska parti.